# Требель
Тре́бель (нім. Trebel) — громада в Німеччині, розташована в землі Нижня Саксонія. Входить до складу району Люхов-Данненберг. Складова частина об'єднання громад Люхов.
Площа — 66,44 км2. Населення становить 980 ос. (станом на 31 грудня 2021).